# Pnina Brailowsky
Pnina Brailowsky (in ebraico פנינה בריאלובסקי‎?; Tel Aviv, 31 dicembre 1963) è un'ex cestista israeliana.

## Carriera
Con Israele ha disputato i Campionati europei del 1991.